# Pademelon czerwonoszyi
Pademelon czerwonoszyi (Thylogale thetis) – gatunek ssaka z podrodziny kangurów (Macropodinae) w obrębie rodziny kangurowatych (Macropodidae).

## Taksonomia
Gatunek po raz pierwszy zgodnie z zasadami nazewnictwa binominalnego opisał w 1828 roku francuski chirurg i przyrodnik René Lesson nadając mu nazwę Halmaturus thetis. Miejsce typowe według oryginalnego opisu to „Port-Jackson” (fr. du Port-Jackson), tj. Sydney, Nowa Południowa Walia, Australia. Holotyp to samiec (wypchana skóra) o sygnaturze MNHN 1990-400 z kolekcji Muzeum Historii Naturalnej w Paryżu; okaz typowy zebrany pomiędzy lipcem a wrześniem 1825 roku przez francuskiego chirurga François Louisa Busseuila.
Autorzy Illustrated Checklist of the Mammals of the World uznają ten gatunek za monotypowy.

### Etymologia
- Thylogale: gr. θυλακος thulakos „wór”; γαλεή galeē lub γαλή galē „łasica”[12].
- thetis: francuska fregata „La Thétis” na której służył Rene Lésson i na której przywiózł do Europy okaz typowy[13].

## Zasięg występowania
Pademelon czerwonoszyi występuje we wschodniej Australii od Gladstone w południowo-wschodnim Queensland do Illawarry w południowo-wschodniej Nowej Południowej Walii.

## Morfologia
Długość ciała (bez ogona) samic 29–50 cm, samców 30–62 cm, długość ogona samic 27–37 cm, samców 27–51 cm; masa ciała samic 1,8–4,3 kg, samic 2,5–9,1 kg.

## Status zagrożenia
W Czerwonej księdze gatunków zagrożonych Międzynarodowej Unii Ochrony Przyrody i Jej Zasobów został zaliczony do kategorii LC (ang. least concern ‘najmniejszej troski’).